# Garcia IV del Congo
Garcia IV Nkanga a Nvandu o Ndo Ngalasia IV (m. 1752) va ser manikongo del regne del Congo després de la guerra civil del Congo. Va governar del 27 de juliol de 1743 al 31 de març de 1752.
Pertanyia a la facció dels Kinlaza del nord que controlava la regió de Bula. També va ser membre dels nobles que s'havien unit a Pere IV del Congo des de 1701 i tenia el títol de marquès de Matari abans de la seva adhesió al tron.
García IV succeí regularment Manuel II Makasa, d'acord amb l'acord celebrat per Pere IV entre les faccions. A la seva mort el tron va anar a parar a Nicolau Misaki mia Nimi del Kanda Kimpanzu.